# Жак Ромберг
Жак Ромберг (фр. Jacques Romberg, 23 вересня 1905, Берлін — ?) — швейцарський футболіст, що грав на позиції нападника. Виступав у складі національної збірної Швейцарії. Учасник Олімпійських ігор 1928 року.

## Клубна кар'єра
На клубному рівні грав у складі команд «Букс», «ПСВ Ейндговен», «Аарау», «Цюрих» і «Янг Фелловз».

## Виступи за збірну
В складі національної збірної Швейцарії грав з 1928 по 1930 рік. Провів у її формі загалом 5 матчів і забив два голи. Був учасником футбольного турніру на Олімпійських іграх 1928 року у Амстердамі, де його збірна в першому ж матчі 1/8 фіналу поступилась Німеччині (0:4). Залишився запасним у цьому матчі.